# 17163 Васифедосєєв
17163 Васифедосєєв (17163 Vasifedoseev) — астероїд головного поясу, відкритий 9 червня 1999 року.
Тіссеранів параметр щодо Юпітера — 3,281.